# Collegio plurinominale Toscana - 04
Il collegio elettorale plurinominale Toscana - 04 è stato un collegio elettorale plurinominale della Repubblica Italiana per l'elezione della Camera tra il 2017 ed il 2022.

## Territorio
Come previsto dalla legge elettorale italiana del 2017, il collegio era stato definito tramite decreto legislativo all'interno della circoscrizione Toscana.
Il collegio comprendeva la zona definita dai tre collegi uninominali Toscana - 07 (Arezzo), Toscana - 12 (Siena) e Toscana - 14 (Grosseto).

## Dati elettorali

### XVIII legislatura
Come previsto dalla legge elettorale, 386 deputati erano eletti in 63 collegi plurinominali con ripartizione proporzionale a livello nazionale tra le coalizioni e le singole liste che avessero superato la soglia di sbarramento stabilita.
Nel collegio venivano eletti 9 deputati.
| Liste          | Liste                                       | Proporzionale | Proporzionale | Proporzionale | Maggioritario | Maggioritario | Maggioritario |  |
| Liste          | Liste                                       | Voti          | %             | Seggi         | Voti          | %             | Seggi         |  |
| -------------- | ------------------------------------------- | ------------- | ------------- | ------------- | ------------- | ------------- | ------------- |  |
|                | Lega                                        | 88 195        | 18,75         | 1             | 164 243       | 34,92         | 2             |  |
|                | Forza Italia                                | 51 089        | 10,86         | 1             | 164 243       | 34,92         | 2             |  |
|                | Fratelli d'Italia                           | 22 166        | 4,71          | –             | 164 243       | 34,92         | 2             |  |
|                | Noi con l'Italia – UDC                      | 2 793         | 0,59          | –             | 164 243       | 34,92         | 2             |  |
|                | Partito Democratico                         | 132 033       | 28,07         | 2             | 150 203       | 31,93         | 1             |  |
|                | +Europa                                     | 13 067        | 2,78          | –             | 150 203       | 31,93         | 1             |  |
|                | Italia Europa Insieme                       | 3 363         | 0,71          | –             | 150 203       | 31,93         | 1             |  |
|                | Civica Popolare                             | 1 740         | 0,37          | –             | 150 203       | 31,93         | 1             |  |
|                | Movimento 5 Stelle                          | 116 270       | 24,72         | 2             | 116 270       | 24,72         | –             |  |
|                | Liberi e Uguali                             | 16 193        | 3,44          | –             | 16 193        | 3,44          | –             |  |
|                | Potere al Popolo!                           | 6 641         | 1,41          | –             | 6 641         | 1,41          | –             |  |
|                | CasaPound                                   | 5 970         | 1,27          | –             | 5 970         | 1,27          | –             |  |
|                | Partito Comunista                           | 5 200         | 1,11          | –             | 5 200         | 1,11          | –             |  |
|                | Il Popolo della Famiglia                    | 2 530         | 0,54          | –             | 2 530         | 0,54          | –             |  |
|                | Italia agli Italiani (FN - MSFT)            | 2 026         | 0,43          | –             | 2 026         | 0,43          | –             |  |
|                | Per una Sinistra Rivoluzionaria (PCL - SCR) | 1 096         | 0,23          | –             | 1 096         | 0,23          | –             |  |
| Totale         | Totale                                      | 470 372       | 100           | 6             | 470 372       | 100           | 3             |  |
|                |                                             |               |               |               |               |               |               |  |
| Schede bianche | Schede bianche                              | 5 569         | 1,15          |               |               |               |               |  |
| Schede nulle   | Schede nulle                                | 10 027        | 2,06          |               |               |               |               |  |
| Votanti        | Votanti                                     | 485 968       | 76,91         |               |               |               |               |  |
| Elettori       | Elettori                                    | 631 895       |               |               |               |               |               |  |

## Eletti

### Eletti nei collegi uninominali
Eletti nella coalizione di centro-sinistra (PD - +EUR - Insieme - CP)
     Eletti nella coalizione di centro-destra (Lega - FI - FdI - NcI-UDC)
| Collegio uninominale | Eletto       | Eletto                   | Partito |
| -------------------- | ------------ | ------------------------ | ------- |
| 7. Arezzo            |              | Felice Maurizio D'Ettore | FI      |
| 12. Siena            |              | Pier Carlo Padoan        | PD      |
| 12. Siena            | Enrico Letta |                          | PD      |
| 14. Grosseto         |              | Mario Lolini             | Lega    |

1. ↑  In data 27.05.2021 aderisce a Coraggio Italia; in data 23.06.2022 aderisce al gruppo misto, non iscritti; in data 28.06.2022 aderisce alla componente «Vinciamo Italia-Italia al Centro con Toti».
2. ↑  Dimissionario in data 04.11.2020 (nominato in consiglio di amministrazione UniCredit).
3. ↑  Dal 06.10.2021 (eletto in seguito a elezioni suppletive).

### Eletti nella quota proporzionale
| Partito Democratico              | Movimento 5 Stelle              | Lega             | Forza Italia      |
| -------------------------------- | ------------------------------- | ---------------- | ----------------- |
|                                  |                                 |                  |                   |
| Cosimo Maria Ferri Alessia Rotta | Chiara Gagnarli Luca Migliorino | Manfredi Potenti | Elisabetta Ripani |

1. ↑  In data 19.09.2019 aderisce al gruppo Italia Viva - Italia C'è.
2. ↑  In data 21.06.2022 aderisce al gruppo Insieme per il Futuro.
3. ↑  In data 27.05.2021 aderisce al gruppo Coraggio Italia; in data 23.06.2022 aderisce al gruppo misto, non iscritti; in data 28.06.2022 aderisce alla componente «Vinciamo Italia-Italia al Centro con Toti».